# 羊でおやすみシリーズ
『羊でおやすみシリーズ』（ひつじでおやすみシリーズ）とは、honeybeeが販売している人気声優を起用したCDシリーズの総称である。販売元曰く、睡眠導入用のCDで毎月1枚発行予定。なお、表紙の羊は全て同一人物（?）らしい。

## 概要
1枚につき、2人の声優が200匹ずつ合計400匹の羊を数えあげるCD。各CDのトラック形態は、下記のようになっている。
1. 導入（担当声優2人による）
2. 前半200匹（前半担当者） ※100、150、200匹の辺りに科白が挿入されている。
3. 後半200匹（後半担当者） ※300、350、400匹の辺りに科白が挿入されている。
4. 1匹めから数え直しのためのフリ（前半担当者）
5. 1匹めから数え直しのためのフリ（後半担当者）

- 【vol.3】は「5トラック」まで、その他は「4トラック」まで。但し、【vol.6】以降の「トラック4」は担当声優2人による
- 【vol.9】は数え担当者1人により「トラック2」が300匹まで数え、「トラック3」が数え直しのフリ 「トラック1,2」はOP1、OP2となっている
- 【vol.10】は数え担当者1人により「トラック1/3」がそれぞれ100匹まで数え、「トラック2」が導入と変則的

## スタッフ
- シナリオ：ひよ、竹井10日（vol.6、9）、東出祐一郎（番外編「俺は〜」「モテる〜」）、黒田崇矢（番外編「モテる〜」）、ゆうま（2ndシーズン）
- イラスト：ヤマ☆びっこ

## ラインナップ

### 1st シーズン
- Vol.1 僕らの声で（2007年4月27日 / HO-0001）

コンセプト：癒し系
数え：石田彰（穏やかな大人の癒しキャラ）&保志総一朗（可愛い系のキャラ）
- Vol.2 眠ったらいいんじゃない（2007年5月25日 / HO-0002）

コンセプト：俺様系
数え：諏訪部順一（俺様系キャラ）&大川透（大人の男キャラ）
- Vol.3 ずっとそばにいるよ（2007年6月29日 / HO-0003）

コンセプト：お兄ちゃん系
数え：遊佐浩二（気さくなインテリメガネのお兄さんキャラ）&伊藤健太郎（スポーツマンなお兄さんキャラ）
- Vol.4 ちょっと眠ってみない?（2007年7月27日 / HO-0004）

コンセプト：同じ年の男友達系
数え：鳥海浩輔（何事も楽しむ軽めの男友達キャラ）&鈴木千尋（真面目で論理的な男友達キャラ）
- Vol.5 いっしょに寝てもいい?（2007年8月24日 / HO-0005）

コンセプト：少年系
数え：福山潤（素直な少年系キャラ）&岸尾だいすけ（人なつっこく超ワガママなキャラ）
- Vol.6 寝ないとプンプン（2007年9月28日 / HO-0006）

コンセプト：妹系
数え：田村ゆかり（おとなしめの可愛い妹キャラ）&斎藤千和（ちょっとだけ素直じゃない元気な妹キャラ）
- Vol.7 おやすみなさいませ お嬢様（2007年10月26日 / HO-0007）

コンセプト：執事系
数え：緑川光（初々しい感じの駆け出し執事系）&置鮎龍太郎（冗談も言え、余裕のある執事系）
- Vol.8 へぇ〜眠りたいんだ?（2007年11月30日 / HO-010）

コンセプト：ツンデレ系
数え：宮野真守（本当は素直なんだけど照れ隠しで冷たく接してしまうツン照れ系）&谷山紀章（心を許していないと本気で冷たいが一度心を許してしまうと優しいツンデレ系）
- Vol.9 あなたのそばを離れません（2007年11月30日 / HO-014）

コンセプト：お姉さん系
数え：井上喜久子（ちょっとお茶目な優しいおねえちゃんタイプ）
- Vol.10 僕が数えてもいいの?（2007年12月7日 / HO-015）

コンセプト：ヘタレ系
数え：鈴村健一（明るくて活発だが優柔不断で頼りない少年系）&平川大輔（頼りなく見えるけど優しいお兄さん系）
- 番外編 俺は眠くなーい（2007年12月7日 / HO-013）

コンセプト：〜系でも〜風でもなく「若本規夫」
数え：若本規夫
- 無料配布 全シリーズダイジェスト盤

vol.1 〜 vol.10、番外編の抜粋 / おやすみCM 平川大輔編

### 2nd シーズン
- Vol.11 またせたね☆セニョリータ（2008年5月30日 / HO-19）

コンセプト：大人の色香系
数え：井上和彦（艶めく大人の色香系）
- Vol.12 いつまでも一緒にいようね（2008年6月27日 / HO-20）

コンセプト：幼馴染系
数え：吉野裕行（無邪気に慕ってくれる幼馴染系）&神谷浩史（大切に想っているけどクールな幼馴染系）
- Vol.13 君より先に僕がおやすみしちゃうよ（2008年7月25日 / HO-22）

コンセプト：個性派系
数え：小野大輔（動の個性派系）&中井和哉（静の個性派系）
- Vol.14 みんなで一緒に寝ようよ（2008年8月29日 / HO-23）

コンセプト：ツンデレ兄弟系
数え：高橋広樹（作品初ひとり二役）
- Vol.15 放課後はきみのそばで（2008年8月29日 / HO-25）

コンセプト：同級生系
数え：森田成一（熱血な同級生系）&杉山紀彰（冷静な同級生系）
- Vol.16 いい加減に寝ろよなっ（2008年9月26日 / HO-33）

コンセプト：ツンとデレ系
数え：中村悠一（ぶっきらぼうなツンツン系）&代永翼（優しくおだやかなデレデレ系）
- Vol.17 おやすみのその前に（2008年10月31日 / HO-35）

コンセプト：癒し系少年
数え：皆川純子（やんちゃな癒し系少年）&甲斐田ゆき（おっとり癒し系少年）
- Vol.18 明日はもっと輝く君になるように（2008年11月28日）

コンセプト：サラリーマン系
数え：浜田賢二（ワイルドサラリーマン系）&千葉進歩（エリートサラリーマン系）
- Vol.19 君の寝顔に癒されて（2008年12月5日）

コンセプト：社長と秘書系
数え：堀内賢雄（大人の香り漂う社長系）&成田剣（冷静沈着な秘書系）
- Vol.20 いいから横になれよ（2009年1月30日）

コンセプト：ツンデレ系少年
数え：朴璐美（クールなツンデレ少年系）&釘宮理恵（甘えたなツンデレ少年系）
- Vol.21 僕たちとゆっくり休もうね（2009年2月27日）

コンセプト：穏やかな少年系
数え：浪川大輔（儚い少年系）&近藤隆（穏やかな少年系）
- Vol.22 田吾作でもねむりんしゃい（2009年3月27日）

コンセプト：ひつじ牧場のオーナー田吾作
数え：森川智之（田吾作）
- 特別編 モテるオヤジのときめきベッドルーム（2008年4月25日 / HO-17）

出演：黒田崇矢&大塚明夫&金谷ヒデユキ
- 革命編 口づけは朝までおあずけ（2008年7月25日 / HO-21）

コンセプト：王子様系
出演：馬場徹（礼儀正しい王子of王子様系）&大河元気（わがまま王子様系）

### 3rd シーズン
- Vol.23 明日のためにいい夢を（2012年6月29日 / HO-168）

出演：寺島拓篤&岡本信彦
- Vol.24 健康的におやすみ（2012年7月27日 / HO-169）

出演：安元洋貴&小西克幸
- Vol.25 ぐっすり眠れる実験をしようよ（2012年8月31日 / HO-170）

出演：興津和幸&日野聡
- Vol.26 お兄ちゃんとおやすみ（2012年9月28日 / HO-171）

出演：間島淳司&森久保祥太郎
- Vol.27 夢の中まで笑顔になって（2012年10月26日 / HO-172）

出演：阪口大助&矢尾一樹
- Vol.28 木漏れ日の下でおやすみ（2012年11月30日 / HO-173）

出演：下野紘&梶裕貴
- Vol.29 雪を見ながらおやすみ（2012年12月21日 / HO-182）

出演：前野智昭&津田健次郎
- Vol.30 お姉ちゃんとおやすみ（2013年1月25日 / HO-199）

出演：皆口裕子&折笠愛
- Vol.31 お楽しみは君と一緒に（2013年2月22日 / HO-200）

出演：小野友樹&木村良平
- Vol.32 夢幻の夜に抱かれておやすみ（2013年4月26日 / HO-201）

出演：速水奨&関俊彦
- Vol.33 のんびりしながらおやすみ（2013年9月27日 / HO-205）

出演：野島健児&野島裕史

### コラボシリーズ
『みらくるのーとん』、『VitaminX』及び『同Z』、『リアルロデ』、『ヘタリア』、『Starry☆Sky』とのコラボレーションが行われている。

#### みらくるのーとん コラボシリーズ
- こうきとおやすみ☆（2008年8月29日）

出演：緒方明（櫻井真人）、緒方光輝（村上たつや）
- まさおみとおやすみ☆（2008年9月26日）

出演：緒方明（櫻井真人）、斉藤正臣（中川陽一）
- ひびきとおやすみ☆（2008年10月31日）

出演：緒方明（櫻井真人）、響（蒼井夕真）
- のーとんとおやすみ☆（2008年11月28日）

出演：緒方明（櫻井真人）、のーとん（柴原遥）

#### VitaminX コラボシリーズ
- Vol.1 トゲーと一緒におやすみ（2008年8月29日）

出演：斑目瑞希（菅沼久義）、真田正輝（阪口大助）、トゲー（西脇保）
- Vol.2 川の字でおやすみ/宿直室でおやすみ（2008年9月26日）

出演：七瀬瞬（鳥海浩輔）、九影太郎（三宅健太）、仙道清春（吉野裕行）、衣笠正次郎（宮田幸季）
- Vol.3 猫にゃんでおやすみ/魔法の呪文でおやすみ（2008年10月30日）

出演：草薙一（小野大輔）、鳳晃司（井上和彦）、風門寺悟郎（岸尾だいすけ）、二階堂衝（織田優成）
- Vol.4 翼を休めておやすみ（2008年11月28日）

出演：真壁翼（鈴木達央）、葛城銀児（杉田智和）、永田智也（三浦祥朗）

#### リアルロデ コラボシリーズ
- Vol.1 ナオヤ編（2009年1月30日）

出演：真壁翼（近藤隆）
- Vol.2 アルヴァンド&ラクロ編（2009年2月27日）

出演：アルヴァンド（武内健）、ラクロ（中井和哉）
- Vol.3 ディセ&キース編（2009年3月28日）

出演：ディセ（神谷浩史）、キース（緑川光）

#### VitaminZ コラボシリーズ
- Vol.1 島でおやすみ（2009年8月28日）

出演：真壁翼（鈴木達央）、成宮天十郎（KENN）
- Vol.2 テントでおやすみ（2009年8月28日）

出演：草薙一（小野大輔）、不破千聖（前野智昭）
- Vol.3 節約友の会でおやすみ（2009年8月28日）

出演：七瀬瞬（鳥海浩輔）、多智花八雲（代永翼）
- Vol.4 美容を考えておやすみ（2009年9月25日）

出演：風門寺悟郎（岸尾だいすけ）、嶺アラタ（森久保祥太郎）
- Vol.5 夏合宿でおやすみ（2009年9月25日）

出演：斑目瑞希（菅沼久義）、方丈慧（入野自由）
- Vol.6 デビルズでおやすみ（2009年9月25日）

出演：仙道清春（吉野裕行）、方丈那智（野島健児）
- Vol.7 テラスハウスでおやすみ（2009年10月30日）

出演：天童瑠璃弥（神谷浩史）、加賀美蘭丸（諏訪部順一）、桐丘凛太朗（花輪英司）

#### ヘタリア コラボシリーズ
- ヘタリア×羊でおやすみシリーズVol.1　シエスタでおやすみ（2010年8月27日）

出演：イタリア【ヴェネチアーノ＆ロマーノ】（浪川大輔）
- ヘタリア×羊でおやすみシリーズVol.2　健康第一! 規則正しくおやすみ（2010年8月27日）

出演：ドイツ（安元洋貴）、プロイセン（髙坂篤志）
- ヘタリア×羊でおやすみシリーズVol.3　みんなでいっしょに子守歌でおやすみ（2010年8月27日）

出演：ハンガリー（根谷美智子）、オーストリア（笹沼尭羅）、神聖ローマ（金野潤）、ちびたりあ（金田アキ）
- ヘタリア×羊でおやすみシリーズVol.4　兎の仕事は違っても 同じ月の下でおやすみ（2010年9月24日）

出演：日本（高橋広樹）、中国（甲斐田ゆき）
- ヘタリア×羊でおやすみシリーズVol.5　ひまわり畑でおやすみ（2010年9月24日）

出演：ロシア（高戸靖広）、ベラルーシ（高乃麗）、ウクライナ（増田ゆき）
- ヘタリア×羊でおやすみシリーズVol.6　悪友とおやすみ（2010年9月24日）

出演：フランス（小野坂昌也）、スペイン（井上剛）、プロイセン/髙坂篤志
- ヘタリア×羊でおやすみシリーズ Vol.7　お揃いのパジャマでおやすみ（2010年10月29日）

出演：スイス（朴璐美）、リヒテンシュタイン（釘宮理恵）
- ヘタリア×羊でおやすみシリーズVol.8　ハロウィンでおやすみ（2010年10月29日）

出演：アメリカ（小西克幸）、イギリス（杉山紀彰）

#### Starry☆Sky コラボシリーズ
- Vol.1 天の川を見ながらおやすみ（2010年10月9日）

出演：犬飼隆文（吉野裕行）、白鳥弥彦（近藤隆）、小熊伸也（代永翼）
- Vol.2 お月さまの下でおやすみ（2011年2月25日）

出演：白銀桜士郎（諏訪部順一）、星月琥春（折笠愛）、神楽坂四季（宮野真守）

## 関連商品
- Under the Moon ver. ドラマCD「月の下でおやすみ」（2007年8月24日）

voice：レニ（杉崎和哉）&セイジュ（浅野要二）
レニ&セイジュが羊を数えながら主役のアーシェを寝かしつけるドラマ。このUnder the Moon ver.の製作レーベルは「L Field」だが、シナリオ担当者のひよがUnder the Moonの製作にも関わっていることから発売決定。
- Under the Moon ver. ドラマCD「魔界でおやすみ」（2008年3月27日）

voice：カイル（萩道彦）&セナ（空野太陽）&ゼロ（安芸怜須ケン）&ばあや（細魚）
- Under the Moon サントラCD（2008年3月27日）

羊でおやすみアレンジヴァージョンを収録。
- 愛のメッセージ集 「告白」（2000年1月26日/マリン・エンタテインメント、MMCL-1701）

数え：子安武人
ボイスメッセージ中心のCD作品。当企画と同様に羊を100まで数えるトラック「特別おまけ★ひつじ100まで」を収録。